# International Holocaust Remembrance Alliance

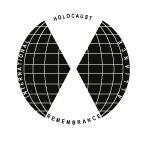
Logo de la International Holocaust Remembrance Alliance, IHRA.

La International Holocaust Remembrance Alliance ('Alianza Internacional para el Recuerdo del Holocausto'; IHRA, por sus siglas en inglés) es una organización intergubernamental fundada en 1998 que reúne a gobiernos y expertos para fortalecer, avanzar y promover la educación, la investigación y el recuerdo del Holocausto en todo el mundo y para cumplir los compromisos de la Declaración del Foro Internacional de Estocolmo sobre el Holocausto (o «Declaración de Estocolmo»). El IHRA tiene 34 países miembros —28 europeos, entre ellos España; más Israel, Argentina, Canadá y Estados Unidos—, un país de enlace —Macedonia del Norte — y siete países observadores —seis europeos, incluyendo Turquía, más Uruguay y El Salvador—.
La organización fue fundada por el ex primer ministro sueco Göran Persson en 1998. Del 26 al 28 de enero de 2000 se celebró el Foro Internacional de Estocolmo sobre el Holocausto, que reunió a líderes políticos de alto rango y funcionarios de más de cuarenta países para celebrar encuentros con líderes cívicos y religiosos, supervivientes, educadores e historiadores. El premio Nobel, Elie Wiesel, fue el presidente honorario del Foro y el Profesor Yehuda Bauer fue el Asesor Académico principal.
La presidencia de la Alianza la ostenta cada año un país, por ejemplo, en 2019 fue Luxemburgo.